# أليكس يورغن
أليكس يورغن (بالألمانية: Alex Jürgen)‏ (من مواليد 7 سبتمبر 1976) هو ناشط حقوقي ثنائي الجنس من النمسا. إنه أول شخص في النمسا يحصل على شهادة ميلاد وجواز سفر يعترف قانونيا به كثنائي الجنس بعد أن ناضل للحصول عليه في المحكمة.

## حياته
ولد أليكس يورغن في مستشفى ستاير، وتم تعيينه كذكر عند الولادة من قبل الأطباء. أعطاه والديه اسم يورغن. بعد ذلك بعامين، نصح الأطباء والديه بالتعامل معه كفتاة بسبب عدم اكتمال تطور الملامح الجنسية الذكرية لديه. و بعد هذا، تم تغيير اسمه إلى الكسندرا. بالإضافة إلى ذلك، مع التدخل الطبي، تمت إزالة القضيب والخصيتين الداخليتين.
قامت إليزابيث شارانج بتصوير فيلم يوثق معركته لتغيير جنسه و الاعتراف به كثنائي الجنس. تم إصدار الفيلم في عام 2006 تحت اسم تينتان فيشالارم وتم تقديمه لأول مرة في مهرجان برلين السينمائي الدولي. كان أليكس يورغن واحدًا من أوائل المواطنين النمساويين الذين تحدثوا علنًا عن هويتهم الجنسية و دافعوا عن حقوقهم كأشخاص ثنائيي الجنس.